# John Lee Hooker

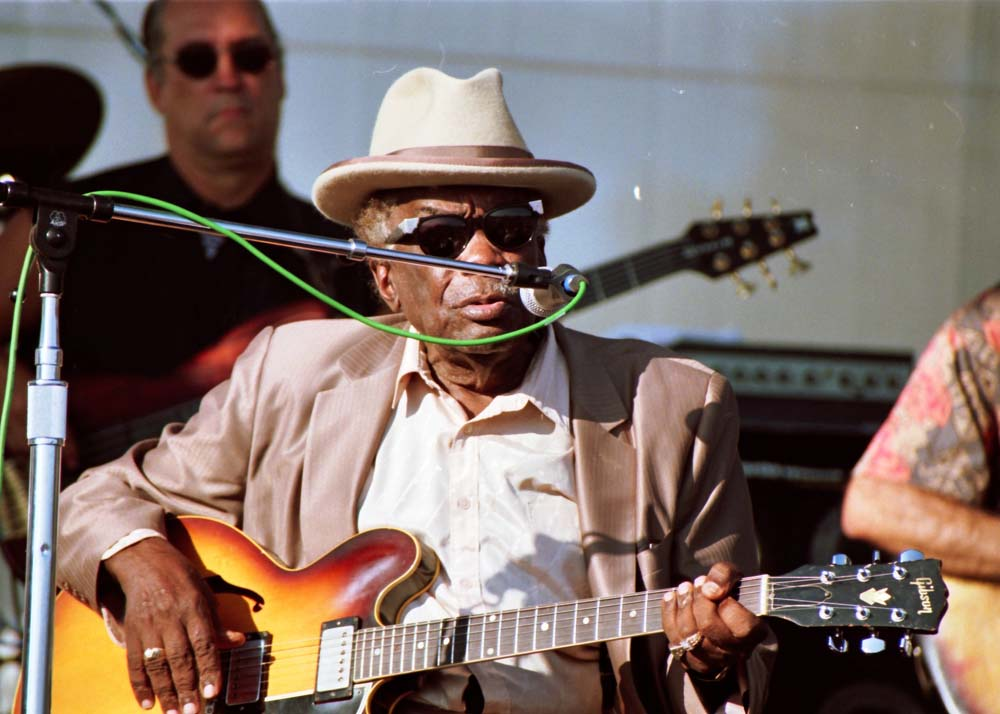
John Lee Hooker, Long Beach Blues Festival, 31. August 1997

John Lee Hooker (* möglicherweise am 22. August 1917 in Tutwiler bei Clarksdale, Mississippi; † 21. Juni 2001 in Los Altos, Kalifornien) war ein einflussreicher US-amerikanischer Bluessänger, Songwriter und Gitarrist. Hooker gilt als Vertreter des Delta Blues, den er meist mit elektrischer Gitarre in seinem unverwechselbaren Stil vortrug. Seine musikalische Karriere dauerte mehr als fünf Jahrzehnte. Zu seinen bekanntesten Stücken gehören die Titel Boogie Chillen’ (1948), Crawling King Snake (1949), Dimples (1956), Boom Boom (1962), One Bourbon, One Scotch, One Beer (1966) und The Healer (1989).

## Leben

### Kindheit und Jugend
Das Geburtsjahr von Hooker ist nicht klar. Er selbst nannte als Geburtsjahr 1915, 1917, 1920 und 1923. Sein Biograph Charles Shaar Murray hält 1917 für zutreffend. In einem Interview mit dem Spiegel von 1993 sagte Hooker, dass er sein Geburtsdatum gefälscht habe, um in die Armee eintreten zu können: Er sei 1920 geboren.
Hooker wurde auf einer Farm in Tutwiler nahe Clarksdale geboren und war eines von elf Kindern von William Hooker (geboren etwa 1865) und Minnie Ramsey (geboren etwa 1875). Hookers Vater William war Farmer, genauer gesagt Teilpächter (sharecropper), und nebenbei Prediger und Pastor der makedonischen Kirche am Ort. Als Kind sang John Lee Hooker im Gospelchor.
Der Bluesmusiker Tony Hollins, der eine Zeitlang mit Hookers Schwester Alice ausging, schenkte dem etwa achtjährigen John Lee eine Gitarre, eine Silvertone, mit der dieser sich eingehend beschäftigte. Die Gitarre führte zu Konflikten mit Hookers Vater, der ihm nicht erlaubte, sie ins Haus zu bringen. Sie musste in der Scheune aufbewahrt werden. Hookers Vater bezeichnete Blues als „Teufelsmusik“. Hooker schwänzte die Schule und übte stattdessen auf der Gitarre im Wald. Er lernte sein Leben lang weder lesen noch schreiben. Hooker war recht klein für sein Alter und stotterte zeitlebens.
Nach der Scheidung seiner Eltern heiratete seine Mutter den Farmer William Moore. Nur John Lee zog zu seiner Mutter, die Geschwister dagegen zum Vater. Hookers Stiefvater machte selbst Blues und unterstützte ihn musikalisch. Er ermunterte den jungen John Lee dazu, sich neben dem Chorgesang auch für andere Musikrichtungen zu interessieren und schenkte ihm seine zweite Gitarre. Von seinem Stiefvater, der häufig von Bluessängern wie Blind Lemon Jefferson, Charley Patton und Blind Blake besucht wurde, lernte Hooker das Gitarrespielen. In einem Interview sagte Hooker, dass sein Stiefvater ihn zu seinem eigenen, unverwechselbaren Stil gebracht habe: „[…] was ich heute spiele, es ist haargenau sein Stil.“ Wie groß dieser stilistische Einfluss von Moore letztlich war, lässt sich nicht mehr genau nachvollziehen, da es von ihm keine Plattenaufnahmen gibt. Der Musikkritiker Robert Palmer zählt Hooker zur Tradition des Delta Blues.
Der junge Hooker lehnte die harte Landarbeit ab. Um das Jahr 1933, Hooker war etwa 16 Jahre alt, riss er von zu Hause aus und ging nach Memphis, wo er einige Zeit bei einer Tante lebte. Nach einer kurzen Rückkehr nach Mississippi verließ er seine Familie endgültig und sah seine Eltern und seinen Stiefvater nicht mehr wieder. Er zog zunächst durch die Südstaaten, um mit seiner Musik sein Geld zu verdienen. Bis auf die Bekanntschaft mit dem Gitarristen Robert Nighthawk war die Zeit in Memphis nicht sehr fruchtbar für Hooker, so dass er sich weiter Richtung Norden nach Cincinnati (Ohio) aufmachte. Dort schlug er sich mit ein paar Auftritten in Gospelquartetts und Gelegenheitsjobs durch. 1943 zog Hooker nach Detroit (Michigan), wo er bei Ford eine Arbeit als Hausmeister bekommen hatte.

### Ehen und Kinder
John Lee Hooker war viermal verheiratet und hatte insgesamt acht Kinder. 1943 heiratete er Alma Hopes und hatte mit ihr eine Tochter namens Frances. Die Ehe wurde nach wenigen Monaten geschieden. Danach heiratete er Sarah Jones. Auch diese Ehe währte nur kurz.
1946 heiratete er Maude Mathis. Sie brachte 1946 die Tochter Diane zur Welt. 1948 folgte Vera, die sich später Zakiya nannte. Sie wurde Blues- und Jazz-Sängerin. 1952 kam sein Sohn John Lee jr. zur Welt, der später selbst Bluesmusiker wurde. 1953 wurde Robert geboren Auch er wurde Musiker und begleitete seinen Vater auf der LP Never Get Out of These Blues Alive (1972) an der Orgel. Später wurde Robert Hooker Prediger und stieg aus dem Musikgeschäft aus. In der Geschwisterreihe folgten Shyvonne und die jüngste Tochter Karen. Insgesamt hatte Hooker laut Shaar Murray mit Maude Mathis sechs Kinder und wahrscheinlich mindestens ein weiteres mit einer anderen Frau. Die phasenweise turbulent verlaufende Ehe wurde 1969 nach 23 Jahren geschieden.
Um das Jahr 1976 heiratete Hooker die Kanadierin Millie Strom. Die Ehe wurde nach wenigen Jahren geschieden.

### Karriere

John Lee Hooker: Boogie Chillen‘, 1948

#### Karrierebeginn in Detroit (1937 bis 1958)
In Detroit hatte Hooker 1937 in einem Club in der Hastings Street seinen ersten Auftritt. T-Bone Walker, der Hooker gern „Kid“ nannte, schenkte ihm 1940 die erste E-Gitarre. Nach einigen nicht kommerziellen Aufnahmeversuchen spielte Hooker am 3. September 1948 im United Sound Studio insgesamt zehn Titel ein, darunter Boogie Chillen’, Sally May (oder Sally Mae), Highway Blues oder Wednesday Evening Blues, allesamt produziert von Bernard Besman. Auf der ersten Single wurden Sally May und Boogie Chillen’ platziert, veröffentlicht am 3. November 1948 (Modern #627). Toningenieur beim Song mit den typischen Gitarren-Staccatos und dem ungewöhnlichen Fußstampfen war Joe Siracuse; Hooker begleitete sich lediglich auf der Gitarre. Die ersten drei Titel verbrauchten einen Großteil der für drei Stunden anberaumten Aufnahmezeit, so dass Boogie Chillen’ unter Zeitdruck entstand. Boogie Chillen belegte am 19. Februar 1949 eine Woche lang Platz 1 der Billboard-R&B-Charts und war mit einer Million verkaufter Platten der erste Erfolg für John Lee Hooker und für das Detroiter Studio.
Hookers Biograph Charles Shaar Murray beschreibt detailliert, wie die damaligen Verträge zwischen den Musikern und den Musikverlagen so angelegt waren, dass sich aus den Plattenverkäufen fast keine Einnahmen für die Künstler ergaben. Hooker hat an seinem Hit Boogie Chillen kaum etwas verdient. Daher nahm er unter verschiedenen Pseudonymen die gleichen Stücke mehrfach bei verschiedenen Plattenlabels auf. Er nannte sich u. a. Texas Slim, Johnny Williams, Birmingham Sam and his Magic Guitar, The Boogie Man, Delta John, Johnny Williams, Little Pork Chops und John Lee Booker. Der Produzent Besman stellte Hooker später für die Vertragsauflösung die Bedingung, dass Besman die Hälfte der Tantiemen bekam, indem er sich als Mitkomponist bei allen zusammen aufgenommenen Titeln eintragen ließ – ein Geschäftsgebaren, das damals in der Musikbranche üblich war.
Die zweite Session mit Hooker und dem Produzenten Besman fand am 18./19. Februar 1949 statt (Weeping Willow Boogie, Hobo Blues und Crawling King Snake). Hookers I’m in the Mood wurde am 7. August 1951 aufgenommen, stand vier Wochen lang an der Spitze und erreichte ebenfalls Millionenseller-Status. 1952 und zuletzt 1954 gab es weitere Aufnahmesessions bei United Sound, wo von den über 200 Titeln Hookers aus den frühen Jahren die musikhistorisch wichtigsten entstanden.
Mit seiner Mischung aus Gesang und Sprache und den ansteckenden Beats traf er den Geschmack der schwarzen Plattenkäufer dieser Zeit. Hinzu kam seine elektrisch verstärkte Gitarre, mit der er einen neuartigen und richtungsweisenden Sound schuf. Ebenfalls neu waren seine Instrumentalstücke, die er, nur vom Klacken der Kronkorken unter seinen Schuhsohlen begleitet, auf seiner Gitarre spielte. Hooker spielte in dieser Zeit meistens solo. Ab und zu wurde er von Musikern wie Eddie Burns, Boogie Woogie Red oder Eddie Kirkland begleitet.
In den kommenden Jahren wuchs durch zahlreiche Plattenaufnahmen und Tourneen seine Popularität. Anfang der 1950er Jahre folgte allerdings ein Karriereknick. Durch Musiker wie beispielsweise B.B. King, die über eine ausgefeiltere Spieltechnik verfügten, wurde er in den Hintergrund gedrängt. Mitte der 1950er Jahre feierte Hooker ein Comeback. Mit Jimmy Reed (Mundharmonika), Eddie Taylor (Gitarre), George Washington (Bass) und Tom Whitehead (Schlagzeug) verfügte er über eine starke Begleitband.

#### Mittlere Phase (1959 bis 1988)
Als gegen Ende der 1950er Jahre der Blues zunehmend das Interesse der Studenten und Intellektuellen weckte, rückte John Lee Hooker beim jungen weißen Publikum in den Blickpunkt. Zunächst galt das Interesse dieser Kreise einer der ursprünglichsten Spielarten des Blues, dem Country Blues, der vor allem mit akustischer Gitarre gespielt wird. Dies veranlasste zahlreiche Bluesmusiker dazu, sich mit den Frühformen ihrer Musik auseinanderzusetzen, unter ihnen auch Hooker. Aus dieser Zeit stammen die ersten LPs von Hooker, darunter The Folk Blues of John Lee Hooker (1959) und The Folk Lore of John Lee Hooker (1961). Gleichzeitig brachte Hooker aber auch überzeugende Platten mit Bandbegleitung und elektrisch verstärkter Gitarre heraus, so z. B. die musikalisch abwechslungsreiche Travelin‘ von 1960 mit der erfolgreichen Singleauskopplung No shoes. 1969 spielte Hooker das Album If You Miss ’Im … I Got ’Im ein, auf dem sein Cousin Earl Hooker die Leadgitarre übernahm.
Ab Beginn der 1960er Jahre gewann Hooker auch in der Popwelt immer mehr an Beachtung. Im Zuge des Rhythm-and-Blues-Booms in England schaffte er sogar den Sprung in die Pop-Hitparaden. 1967 landete die Band MC 5 mit dem Stück The Motor City Is Burning von Hookers Album Urban Blues einen Hit. Hooker wandte sich seinerseits dem Rock zu und kombinierte ihn auf dem 1971 veröffentlichten Studioalbum Endless Boogie mit seiner Version des Blues. Steve Miller spielte darauf bei zahlreichen Stücken die E-Gitarre. Mit Canned Heat als Begleitband spielte Hooker ebenfalls 1971 die LP Hooker ’n Heat ein, die das bekannte Stück The World Today enthält.
Hooker beeinflusste in seiner langen Karriere viele Künstler, darunter The Doors, The Rolling Stones, die Steve Miller Band (1971 Begleitgruppe Hookers), die Animals, die Groundhogs und die Yardbirds. Mit vielen arbeitete er auch zusammen, besonders oft und intensiv mit dem irischen Musiker Van Morrison. Beide waren seit den 1960er Jahren befreundet und schätzten sich musikalisch gegenseitig sehr. 1972 veröffentlichte Hooker das Album Never Get Out of These Blues Alive mit Rockelementen, bei dem u. a. Elvin Bishop, Charlie Musselwhite und Steve Miller mitspielen. Im Duett mit Morrison singt Hooker das über 10 Minuten lange, titelgebende Stück Never Get Out of These Blues Alive. Der Rockkritiker Robert Christgau bewertete dieses Album und insbesondere das Stück T. B. Sheets ausgesprochen positiv.

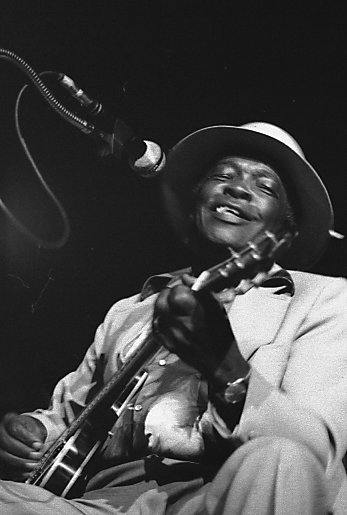
John Lee Hooker 1978 bei einem Auftritt in Toronto

Gegen Ende der 1970er Jahre wurde es stiller um John Lee Hooker. Shaar Murray spricht von einem weitgehenden Verschwinden aus der Öffentlichkeit Hookers in der Zeit zwischen 1974 und 1989. Hooker tourte zwar weiterhin, aber er machte, von wenigen Ausnahmen abgesehen, kaum noch Aufnahmen im Studio. Mitte der 70er Jahre hatte Hooker mit Alkoholproblemen zu kämpfen.
Hooker produzierte 1982 das Album Jealous, das erst 1986 von dem kleinen Plattenlabel Pausa veröffentlicht wurde (Wiederveröffentlichung auf Pointblank 1998). Für Charles Shaar Murray war diese Platte „ein beeindruckender Versuch, den elementaren Hooker-Sound auf die Höhe der Zeit zu bringen“. Das Album verkaufte sich gleichwohl schlecht.

#### Comeback und Spätwerk (1989 bis 2001)
Nach Meinung von Shaar Murray begann das Comeback von Hooker mit einem einzigen Song, dem Stück The Healer, einer Zusammenarbeit von Hooker mit Carlos Santana, die am 25. April 1988 eingespielt wurde. Dazu kam es durch die Aktivitäten von Mike Kappus, einem 1950 geborenen Musikmanager und Plattenproduzenten, der beim Album The Healer als Produktionsleiter fungierte. Produzent war Roy Rogers. Kappus, Rogers und Hooker gründeten zur Produktion des Albums eine eigene Produktionsfirma. Kappus organisierte die Zusammenarbeit der diversen Musiker bei diesem Album, darunter Bonnie Raitt, George Thorogood, Charlie Musselwhite, Robert Cray, Los Lobos, Canned Heat und eben Carlos Santana. Alle Songs des Albums stammen von Hooker oder entstanden in der Zusammenarbeit von Hooker mit anderen Künstlern.
Fast 40 Wochen hielt sich The Healer allein in den US-Charts und erreichte dort Platz 62. Hooker erhielt – inzwischen 72-jährig – am 21. Februar 1990 für I’m in the Mood, sein Duett mit Bonnie Raitt, in der Kategorie „Beste traditionelle Blues-Aufnahme“ einen Grammy. Er gewann mit seinem Album The Healer insgesamt 4 Grammys. Der enorme Erfolg des Songs und des gleichnamigen Albums führte dazu, dass Hooker danach ein Mehrfaches an Gage forderte als zuvor in seiner Karriere.
Im gleichen Jahr wurde Hooker von einer Reihe bekannter Musiker geehrt, darunter Albert Collins, Joe Cocker, Bo Diddley, Huey Lewis und Little Feat, die im Rahmen eines Blues-Festivals im New Yorker Madison Square Garden bei einem Konzert unter dem Motto „A Tribute to John Lee Hooker“ auftraten.
1990 erschien dann das Album Mr. Lucky in Zusammenarbeit mit Van Morrison, Keith Richards, Johnny Winter und Robert Cray. Die Produzenten waren Ry Cooder, Mike Kappus, Roy Rogers und Carlos Santana. 1992 wechselte Hooker zu dem kleinen britischen „Point-Blank“-Label und spielte diesmal nur mit wenigen Sessionmusikern (Robert Cray, Charlie Musselwhite, Fabulous Thunderbird, Jimmie Vaughan und John Hammond) das Album Boom Boom ein. Der Titelsong ist eine Neuauflage (Remake) seines Hits aus den 1960er Jahren und fand auch in einem Werbespot für eine Blue-Jeans-Marke Verwendung.
Das Album Don’t Look Back (1997), koproduziert von Van Morrison und Mike Kappus, gewann einen Grammy in der Kategorie Best Traditional Blues Album. Morrison singt hier mit Hooker vier Duette.
John Lee Hooker starb am Donnerstag, dem 21. Juni 2001, im Schlaf. Fünf Tage zuvor hatte er zum letzten Mal auf der Bühne gestanden.
Im Februar 2022 erwarb der Musikkonzern BMG zusammen mit Fujipacific Music große Teile des künstlerischen Vermächtnisses von John Lee Hooker, darunter sämtliche Verlagsrechte. Hinzu kommen die anstehenden Tantiemen aus der Vermarktung der Aufnahmen Hookers und entsprechende Aufführungsrechte sowie ausgewählte Masterrechte, beginnend mit dem Album „Alone, Vol. 1“ (1980) bis zum Livemitschnitt „Black Night Is Falling“ (2020). Einige Rechte verbleiben nach wie vor bei Dritten.

## Zum Werk

### Produktion
Hooker soll im Lauf seiner über fünfzigjährigen Karriere mehr als 500 Songs geschaffen haben. Allein schon durch den Wandel der Aufnahmetechniken wandelte sich Hookers Sound seit den späten 1940er Jahren. Der Klang der frühen Singles ist zum Teil nach heutigem Verständnis eher reduziert und teilweise auch verzerrt. 1959 veröffentlichte Hooker seine erste LP, nachdem er zuvor nur Singles produzierte. Hooker spielte in seinen frühsten Aufnahmen zunächst solo, also Gesang mit akustischer oder elektrischer Gitarre und meist auch Fußstampfen. Die ersten Stücke mit Begleitband entstanden erst 1953. Während seiner gesamten Karriere wechselte er zwischen Solostücken und solchen mit Bandbegleitung, sowohl im Studio als auch bei Konzerten. Manchmal bestand die Begleitung nur in einem Bass, wie beispielsweise bei dem Livestück Tupelo (1961 auf The Folk Lore of John Lee Hooker). Auf manchen seiner LPs sind recht komplexe Begleitarrangements mit Bläsergruppen zu hören, so etwa auf dem Album Born In Mississippi, Raised Up In Tennessee von 1973 sowie auf dem 1982 von Hooker selbst produzierten Album Jealous. Die kommerziell erfolgreichen späteren LPs ab The Healer enthalten sowohl reduzierte als auch komplexe Arrangements. Musikalisch ergibt sich die Bandbreite zwischen den Solodarbietungen einerseits und Hooker als Gastmusiker in Produktionen anderer Künstler andererseits (so z. B. auf The Iron Man von Townshend). Auf den rockigen Platten der 1970er Jahre findet sich meist eine ganze Reihe von Begleitmusikern, die aber dafür sorgt, dass Hooker im Mittelpunkt der Aufnahme steht (so exemplarisch auf Hooker ’n Heat von 1971 mit der Band Canned Heat).

### Musikalische Stile
Der Musikkritiker Robert Shelton beschreibt die diversen Stile Hookers folgendermaßen: „In den dreißig Jahren, seit er von seinem Stiefvater in Clarksdale das Musizieren lernte, hat Mr. Hooker in mehreren Stilen gespielt. Er hat keinen davon wieder abgelegt; auf seinen Konzerten spielt er die ganze Skala vom persönlichen Countryblues über den raffinierteren, veräußerlichten städtischen Blues bis hin zu knalligem, betont rhythmischem Material, das an Rock ‘n‘ Roll grenzt.“ Die Vielfalt der Stücke Hookers, so Shelton, reichte von Tanznummern (Black Snake) über autobiographische Stücke (That’s my Story) und Darstellungen desaströser Ereignisse (beispielsweise die Mississippiflut von 1927 in Tupelo) bis zu den Titeln, die Hookers Beziehungen zu Frauen thematisieren (Maudie, I want to walk). Es gibt Stücke, in denen er sein Stottern thematisiert (Stuttering Blues), Stücke über eine gierige Zimmerwirtin (House Rent Blues) oder den Auftragsmord an einem unzuverlässigen Freund (Bad Like Jesse James z. B. auf der Live-LP Live at the Cafe au Go-Go). Auch politische Themen griff Hooker in seinen Texten auf (I Don’t Wanna Go To Vietnam auf Simply The Truth, The World Today auf Hooker ’n Heat und This Land Is Nobody’s Land auf More Real Folk Blues).
Hooker variierte fortlaufend seine Titel und veränderte auch deren Metriken. Von vielen Stücken spielte Hooker mehrere Versionen im Studio ein, wobei sich die so entstandenen Versionen z. T. stark unterscheiden. So existieren etwa von Sally Mae zwei Versionen mit unterschiedlichem Tempo und unterschiedlichem Text. Hooker spielte solo gewöhnlich nicht im bluestypischen 12-Taktschema, sondern passte die Metrik der Stücke willkürlich an. Wenn eine Band ihn begleitete, ergaben sich meist reguläre Taktschemata.
Hooker ist bekannt für den als „Boogie“ bezeichneten Musikstil, was ihm die Titel „King of the Boogie“ oder „The Boogie Man“ eintrug. Mit der Bezeichnung „Boogie“ ist ein rhythmusbetontes Stück im schnellen Tempo gemeint, dessen Prototyp das berühmte Boogie Chillen’ darstellt. Es handelt sich dabei nicht um eine Gitarrenadaptation des Pianostils Boogie-Woogie, sondern eigentlich um einen Shuffle. Wie bereits Boogie Chillen’ bestehen die meisten Boogies von Hooker aus einem einzigen Akkord. Beispielhaft hierfür ist das Stück Boogie with the Hook auf Never Get Out of These Blues Alive von 1972. Der Titel enthält auch eine weitere Bezeichnung für Hooker, nämlich „The Hook“.
Hookers Stil beschrieb John W. Peters als „eine Synthese aus versengender emotioneller Glut, einer unerbittlichen rhythmischen Intensität und einer ursprünglichen Poesie von höchst originellem Charakter“. Hooker selbst beschreibt in seinem Song Teaching the Blues die Betonung des Rhythmus in seinem Stil:
„Now here it is 1953, I'm writing this tune here

I'm teaching the blues to this cat

Yea, now you cookin', make that old fiddle talk, boy

It's just a beat, your fancy chords don't mean nothing

If you ain’t got that beat

Throw the fancy chords away, and just get this slow beat...“

("Jetzt, im Jahr 1953, ich schreibe hier diese Melodie

Ich lehre diesem Freund den Blues

Ja, jetzt kochst du, bring die alte Geige zum Sprechen, Junge

Es ist nur ein Beat, deine ausgefallenen Akkorde bedeuten nichts

Wenn du diesen Beat nicht hinbekommst

Wirf die ausgefallenen Akkorde weg, und hol dir diesen langsamen Beat...")

Nach Tony Glover spielt Hooker oftmals in der Call-and-response-Tradition, indem die Gitarre seiner Stimme antwortet oder sie einfach wiederholt: „Die Gitarre von Hookers wurde perkussiv, mit stampfenden Akkorden, die oft mit aggressiven Basslinien durchsetzt waren - sein Gesang entweder klagend oder schreiend und bedeutungsvoll und aggressiv bis zu dem Punkt, an dem einige Forscher ihn als „beängstigend“ betrachteten.“
Der Blues von Hooker wird oft als archaisch bezeichnet. Allerdings enthält er ebenso auch zukunftsweisende Neuerungen, etwa auf der Ebene des Sounds und des Textes. So schrieb David Evans über Hooker: „Obwohl er oft als „primitiv“ angesehen wird, brachte er den Blues ebenso weit nach vorne, wie er ihn zurückführte. Seine Boogie-Rhythmen haben viele Künstler sowohl im Blues als auch im Rock ’n’ Roll inspiriert.“
Ali Farka Touré kommentierte zu Hookers Musik, dass er dachte, sie käme aus Mali: „Es war hundertprozentig unsere Musik. Musikalisch ist sie afrikanisch, nur der Text ist amerikanisch. Nimmt man Musik, wie John Lee Hooker sie macht, dann findet man, was wir zuhause haben, das grüne Laub, die Savanne, in der es Wasser gibt.“

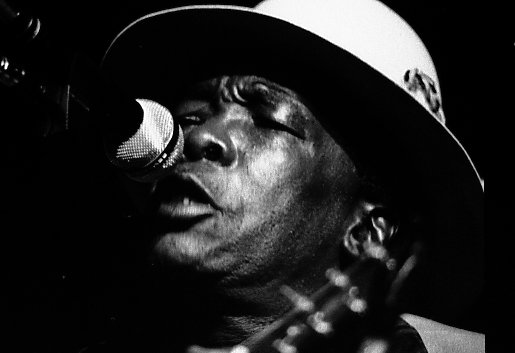
John Lee Hooker, Massey Hall, Toronto, 20. August 1978

### Stimme
Robert Shelton bezeichnet Hookers Stimme als „ein Instrument mit einem tiefen, dunklen Ledertimbre, das mal mürrisch, mal nostalgisch, mal brütend, mal sinnlich ist.“ Mit fortschreitendem Alter wurde Hookers Stimme deutlich tiefer. Shaar Murray bezeichnete sie als „oft samtig und einschmeichelnd“. DiMartino schreibt: „Hookers Gesangsstil war locker, aber dramatisch; sein tiefer Bariton konnte in Verzweiflung moanen, bedrohlich knurren oder mit Humor krähen.“

### Lyrik
Die Entstehung der Texte, aber auch der musikalischen Aspekte der Stücke Hookers verdankt sich diversen Formen des schöpferischen Prozesses. Häufig adaptierte Hooker Bluesklassiker wie Crawling King Snake, die im Lauf der Aufführungen zu Variationen führten. Daraus entstanden Stücke, die im Vergleich zum Ausgangsmaterial stark verändert waren, bis schließlich ein neues Stück entstand. Shaar Murray nennt das „Adaptation à la Hooker“, eine Form der Aneignung, die Hooker so weit treiben konnte, dass es eigentlich um ein Plagiat ging – wie etwa im Fall von It Serves Me Right to Suffer, einer sehr weitgehenden Adaptation des Stücks Memory Pain (1953) von Percy Mayfield.
Zu seinem Stil gehören Liedtexte, die sich oft sogar dann nicht reimen, wenn der Reim eigentlich fast unvermeidbar scheint. In seinem Song I’m in the Mood heißt es beispielsweise:

“Everytime I see you, baby, walking down the street,
 know I get a thrill now, baby, from my head down to my toes (anstelle von feet)”

Zahlreiche Texte Hookers sind reimlose Erzählungen, die rhythmusbetont vorgetragen werden, wie etwa Boogie Chillen‘, Tupelo und House Rent Blues.

### Instrumente und Equipment
Die ersten Aufnahmen und Auftritte spielte Hooker mit einer Stella-Akustikgitarre und einem Tonabnehmer ein. Er spielte meist Halbresonanzgitarren vom Typ einer Gibson ES-335. Zu diesem Typ zählt auch das Modell Epiphone Sheraton, von dem der Gitarrenhersteller ein signature-Modell „The Boogie Man“ herstellte. Anfang der 1960er Jahre spielte er auch eine Epiphone Zephyr. Hooker verwendete meistens Fender-Verstärker.

## Preise und Auszeichnungen
Hooker wurde 1980 in die Blues Hall of Fame und 1991 in die Rock and Roll Hall of Fame aufgenommen. In seiner Dankesrede sagte er, dass er sich sehr über dieses Geschenk freue, und er versprach seinen Zuhörern, bis an sein Lebensende für sie da zu sein und den Blues für sie zu spielen.
Er wurde 2000 mit dem Grammy Lifetime Achievement Award ausgezeichnet und hat seit 2010 einen Stern auf dem Hollywood Walk of Fame. Seine beiden Songs Boogie Chillen und Boom Boom wurden in die Liste 500 Songs That Shaped Rock and Roll der Rock and Roll Hall of Fame aufgenommen.
Der Rolling Stone listete Hooker auf Rang 35 der 100 größten Gitarristen sowie auf Rang 81 der 100 größten Sänger aller Zeiten.

## Kollaborationen (Auswahl)
John Lee Hooker arbeitete auf zahlreichen seiner eigenen Platten mit verschiedenen Musikern zusammen. Er ist aber auch auf den Werken seiner Kollegen verschiedentlich zu hören oder machte zusammen mit ihnen Veröffentlichungen.
- 1968 mit The Groundhogs: Hooker & the Hogs (gemeinsame LP mit Hooker im Mittelpunkt und Live-Versionen seiner Stücke).
- 1969 mit The Doors: Hooker und Jim Morrison singen den Doors-Titel Roadhouse blues, veröffentlicht 2000 auf dem Tributalbum Stoned Immaculate: The Music of The Doors.
- 1972 mit Canned Heat: Hooker ’n' Heat (gemeinsame LP mit Hooker im Mittelpunkt und Neuvertonungen seiner Stücke).
- 1985 mit Kingfish: Put A Hand On Me auf dem Album Kindfish, feat. John Lee Hooker & Mike Bloomfield (Hooker: Gesang und Gitarre)
- 1989 übernahm Hooker auf dem Album The Iron Man von Pete Townshend den Part des Iron Man. Songs: Over the Top und I Eat Heavy Metal. Im selben Jahr spielte Hooker bei einem Liveauftritt mit den Rolling Stones und Eric Clapton seinen frühen Hit Boogie Chillen‘.
- 1991 mit Charlie Musselwhite: Cheatin' on me auf dem Album Signature (Komposition, Gesang und Gitarre).
- 1992 mit Lightnin’ Hopkins: Katie Mae und Candy Kitchen auf dem Album It’s A Sin To Be Rich (beide Künstler spielen Gitarre und singen im Duett).
- 1992 mit Branford Marsalis: Mabel auf I Heard You Twice the First Time (Komposition, Gesang und Gitarre)
- 1992 mit John P. Hammond: Driftin auf Hammonds Album Got love If You Want It (Komposition, Gesang und Gitarre)
- 1993 mit B.B. King: You Shook Me auf dessen Album Blues Summit. Obwohl die beiden Musiker sich stilistisch stark unterschieden, konnte Kings Manager Sid Seidenberg die beiden zu einer Zusammenarbeit überreden.[65]
- 1996 mit Michael Osborn: Shake It Down auf dem Album Background in the Blues (Gesang und Gitarre)
- 1997 mit Big Head Todd and the Monsters: Version von Boom Boom auf dem Album Beautiful World (Gesang von Hooker und Todd Park Mohr).
- 2001 mit Zucchero: I lay down auf Zuccheros Album Shake (Gesang von Hooker und Zucchero).

Zwischen 1990 und 2015 entstanden aus zahlreichen Hookersongs Remixes. Bekannt wurde das Stück Sure Thing auf dem Album Tourist (2000) des französischen Musikers St Germain. Dieser Remix basiert auf Gesangs- und Gitarrenpassagen aus Harry’s Philosophy vom Album Hot Spot (1990). Hookers Adaptation It serves me right to suffer wurde von dem französischen DJ und Musikproduzenten The Avener (eigentlich Tristan Casara) auf seinem Album The Wanderings of the Avener (2015) remixed.

## Filmmusik
Hookers Musik wird oft in Filmen verwendet, zum ersten Mal in dem französischen Film Mister Brown von 1972 (Regie: Roger Andrieux). Bei seinem Schauspieldebüt zitiert Mick Jagger singend und Gitarre spielend im Film Performance (1970) Hookers I’m Mad Like Jesse James. In der Verfilmung der Rockoper Quadrophenia (1979) von The Who spielt die Band Cross Section Hookers Dimples. In der US-amerikanischen Filmkomödie Blues Brothers von John Landis hatte Hooker 1980 mit Boom Boom und Boogie Chillen‘ Cameoauftritte.
Weitere Verwendungen (Auswahl):
- 1985: Die Farbe Lila, zusammen mit Quincy Jones, Don’t Make Me No Never Mind[69]
- 1987: Angel Heart, Sunny Land vom Album Travellin‘ (1960)
- 1988: Jimmy Reardon, Boom Boom
- 1990: The Hot Spot – Spiel mit dem Feuer (Originaltitel: The Hot Spot). Komponist des Soundtracks ist Jack Nitzsche, der ein Zusammenspiel von Hooker, Miles Davis, Taj Mahal und dem Gitarristen Roy Rogers zusammenstellte.[70]
- 1996: Stealing Beauty, Annie Mae
- 1997: Denn zum Küssen sind sie da, Dimples, I Want to Hug You
- 2010: Alles muss raus, I Got My Eyes on You
- 2015: Im Rausch der Sterne, It Serves Me Right to Suffer
- 2019: Sneaky Pete (TV-Serie), The Double Up and Back (Folge 1), It Serves Me Right to Suffer

## Dokumentarfilme
- 2005: John Lee Hooker – That’s My Story
- 2004: John Lee Hooker – Come and see about me
- 2019: John Lee Hooker - The Boogie Man (produziert für BBC Four)

## Videomitschnitte von Konzerten
- 1996: John Lee Hooker & Friends 1984–92
- 1996: Rare Performances 1960–1984
- 2007: John Lee Hooker Live in Montreal 1980
- o. J.: John Lee Hooker – Cook With The Hook: Live 1974

## Diskografie (Auswahl)
Die Zusammenstellung einer Diskografie von Hookers Lebenswerk ist schwierig, da er sowohl unter zahlreichen Pseudonymen aufgetreten ist als auch für mehrere Schallplattenfirmen (u. a. Modern, King, Danceland, Regent, Savoy, Vee-Jay) parallel aufgenommen hat. An dieser Stelle werden die musikologisch wichtigsten Titel erwähnt.

### LPs (Auswahl, ohne Kompilationen)
| Albumtitel                                                                    | Label                           | Jahr |
| ----------------------------------------------------------------------------- | ------------------------------- | ---- |
| House of the Blues                                                            | Chess                           | 1959 |
| The Country Blues of John Lee Hooker                                          | Riverside Records               | 1959 |
| I’m John Lee Hooker                                                           | Vee Jay Records                 | 1959 |
| That’s My Story / John Lee Hooker Sings The Blues                             | Riverside Records               | 1960 |
| Travelin’                                                                     | Vee Jay Records                 | 1960 |
| Plays & Sings the Blues                                                       | Chess                           | 1961 |
| The Folk Lore of John Lee Hooker                                              | Vee Jay Records                 | 1961 |
| Burnin’                                                                       | Vee Jay Records, LP 1043        | 1961 |
| Don’t Turn Me from Your Door – John Lee Hooker Sings His Blues                | ATCO Records                    | 1963 |
| How Long Blues                                                                | Battle Records, BLP 6114        | 1963 |
| The Big Soul                                                                  | Vee Jay Records                 | 1963 |
| The Great John Lee Hooker                                                     | Crown Records, CLP 5353         | 1963 |
| On Campus                                                                     | Vee Jay Records, LP 1066        | 1964 |
| Burning Hell                                                                  | Riverside Records               | 1964 |
| Concert at Newport                                                            | Vee Jay Records                 | 1964 |
| Hooker And The Hogs                                                           |                                 | 1965 |
| It Serve You Right To Suffer                                                  | Impulse!                        | 1965 |
| The Real Folk Blues                                                           | Chess                           | 1966 |
| Urban Blues                                                                   | Bluesway                        | 1967 |
| Live at Cafe Au-Go-Go                                                         | Bluesway                        | 1967 |
| Live at Sugarhill                                                             | Galaxy                          | 1968 |
| Get Back Home                                                                 |                                 | 1969 |
| Lonesome Mood                                                                 |                                 | 1969 |
| No Friend Around                                                              | Advent                          | 1969 |
| That’s Where It’s At                                                          | Stax                            | 1969 |
| John Lee Hooker Featuring Earl Hooker – If You Miss ’Im … I Got ’Im           | Bluesway                        | 1969 |
| Simply the Truth                                                              | Bluesway                        | 1969 |
| I Wanna Dance All Night                                                       | America Records                 | 1969 |
| I Feel Good                                                                   | Carson                          | 1970 |
| Get Back Home in the U.S.A.                                                   | Black and Blue                  | 1970 |
| Canned Heat & John Lee Hooker: Hooker ’N’ Heat                                | Liberty                         | 1971 |
| John Lee Hooker & Coast to Coast Blues Band: Any Where – Any Time – Any Place | United Artists Records          | 1971 |
| Endless Boogie                                                                | ABC Records                     | 1971 |
| Never Get Out of These Blues Alive                                            | ABC Records                     | 1972 |
| Live at Soledad Prison                                                        | ABC Records                     | 1972 |
| Born in Mississippi, Raised Up In Tennessee                                   | ABC Records                     | 1973 |
| Kabuki Wuki                                                                   | Bluesway                        | 1973 |
| John Lee Hooker’s Detroit Vintage Recordings 1948–1952                        | United Artists Records          | 1973 |
| Free Beer and Chicken                                                         | ABC Records                     | 1974 |
| In Person                                                                     | (Vee-Jay/Dynasty)               | 1974 |
| Whiskey & Wimmen, 1975                                                        | St.Clair Entertainment SLD13192 | 1999 |
| The Cream                                                                     | Tomato                          | 1978 |
| Live in 1978                                                                  | Lunar #2 Recordings             | 1979 |
| Sittin’ Here Thinkin’                                                         | Muse Records                    | 1979 |
| Alone Volume 1                                                                | Labor                           | 1980 |
| Hooker ’N’ Heat – Recorded Live At The Fox Venice Theatre                     | Rhino Records, RNCD 75776       | 1981 |
| Still Alone Live In New York Vol.2                                            | MMG                             | 1982 |
| Jealous                                                                       | Pausa Records                   | 1986 |
| Graveyard Blues                                                               |                                 | 1987 |
| Alone                                                                         | Tomato                          | 1989 |
| Albert King, John Lee Hooker: I’ll Play The Blues For You                     | Tomato                          | 1989 |
| The Healer                                                                    | Chameleon Music Group           | 1989 |
| The Hot Spot (Soundtrack) – featuring Miles Davis                             | Antilles                        | 1990 |
| Live at Sugar Hill Volume 1                                                   | Ace                             | 1990 |
| Half A Stranger                                                               | Mainstream Records              | 1991 |
| Mr. Lucky                                                                     | Silvertone Records              | 1991 |
| More Real Folk Blues/The Missing Album                                        | MCA Records                     | 1991 |
| Boom Boom                                                                     | Pointblank, Charisma            | 1992 |
| Mambo Chillun                                                                 | Charly Records, CDBM19          | 1992 |
| Blues For Big Town                                                            | Charly Records                  | 1993 |
| The Legendary Modern Recordings 1948–1954 {mono}                              | Flair / Virgin Records          | 1993 |
| Chill Out                                                                     | Virgin, Pointblank              | 1995 |
| Don’t Look Back                                                               | Pointblank                      | 1997 |
| The Unknown John Lee Hooker – 1949 Recordings                                 | Flyright Records                | 2000 |
| Live at Sugar Hill – Vol. 2                                                   | Fantasy                         | 2002 |
| Face to Face                                                                  | Eagle Records                   | 2003 |
| Rock with me                                                                  | Acrobat                         | 2003 |
| Jack O' Diamonds: The 1949 Recordings                                         | Eagle Records                   | 2004 |
| The Standard School Broadcast Recordings                                      | BMG Rights                      | 2025 |

### Singles
| A-Seite                    | B-Seite                     | Aufnahmedatum                 | Label, Single  | Anmerkung                          |
| -------------------------- | --------------------------- | ----------------------------- | -------------- | ---------------------------------- |
| Boogie Chillen’            | Sally Mae                   | 3. Sep. 1948                  | Modern #627    | –                                  |
| Hobo Blues                 | Hoogie Boogie               | 3. Sep. 1948 / 19. Feb. 1949  | Modern #663    |                                    |
| Black Man Blues            | Stomp Boogie                | Nov. 1948                     | King #4283     | als Texas Slim                     |
| Goin’ Mad Blues            | Helpless Blues              | Nov. 1948                     | Regent #1001   | als Delta John                     |
| Weeping Willow Boogie      | Whistlin’ And Moanin’ Blues | Juli 1949 / 19. Feb. 1949     | Modern #668    | –                                  |
| The Numbers                | Devil’s Jump                | 3. Sep. 1948 / Aug. 1949      | King #4315     | –                                  |
| Crawlin’ King Snake        | Driftin’ From Door To Door  | 3. Sep. 1948                  | Modern #714    | –                                  |
| Huckle Up Baby             | Canal Street Blues          | 27. Feb. 1950 / Dez. 1949     | Sensation #26  | –                                  |
| Heart Trouble Blues        | Slim’s Stomp                | Sep. 1949                     | King #4329     | –                                  |
| Wandering Blues            | Don’t Go Baby               | Aug. 1949                     | King #4334     | als Texas Slim                     |
| No Friend Around           | Wednesday Evening           | Dez. 1949                     | Modern #746    | –                                  |
| Don’t You Remember Me      | Late Last Night             | März 1950 / Aug. 1949         | King #4366     | als Texas Slim                     |
| Rock’n Roll                | Give Me Your Phone Number   | 28. Apr. 1950                 | (Modern #767)  | –                                  |
| Wandering Blues            | John L’s House Rent Boogie  | Okt. 1950 / 16. Nov. 1950     | Staff #710     | als Johnny Williams and his Guitar |
| Let Your Daddy Ride        | One More Time               | 8. Feb. 1950 / 28. April 1950 | (Modern #790)  |                                    |
| Notoriety Woman            | Never Satisfied             | 28. Apr. 1950                 | Regal #3304    | –                                  |
| Leave My Wife Alone        | Ramblin’ by Myself          | 26. Apr. 1951                 | Chess #1467    | als John Lee Booker                |
| I’m in the Mood            | How Can You Do It           | 7. Aug. 1951                  | Modern #835    | –                                  |
| Ground Hog Blues           | Louise                      | 26. Apr. 1951                 | Chess #1482    | als John Lee Booker                |
| Anybody Seen My Baby       | Turn Over a New Leaf        | 7. Aug. 1951                  | Modern #847    | –                                  |
| High Priced Woman          | Union Station Blues         | 26. Apr. 1951                 | Chess #1505    | als Johnny Lee Hooker              |
| It Hurts Me So             | I Got My Eye on You         | 22. Mai 1952                  | Modern #876    | –                                  |
| Key to the Highway         | Bluebird Blues              | 22. Mai 1952                  | Modern #886    | –                                  |
| It’s Been a Long Time Baby | Rock House Boogie           | 3. Dez. 1952                  | Modern #897    |                                    |
| Stuttering Blues           | Pouring Down Rain           | Aug. 1953                     | DeLuxe #6032   | als John Lee Booker                |
| I Wonder Little Darlin’    | Jump Me                     | 6. Feb. 1954                  | Modern #931    | –                                  |
| I’m Mad                    | Everybody’s Blues           | 12. Mai 1954, 13. Mai 1954    | Specialty #528 | –                                  |
| Dimples                    | Baby Lee                    | 27. März 1956                 | Vee-Jay #205   | –                                  |
| I’m So Excited             | I See You When You’re Weak  | 1. März 1957                  | Vee-Jay #245   | –                                  |
| I Love You Honey           | You’ve Taken my Woman       | 10. Juni 1958                 | Vee-Jay #293   | –                                  |
| Dusty Road                 | Tupelo                      | 1. März 1960 / 25. Juli 1960  | Vee-Jay #366   |                                    |
| No Shoes                   | Solid Sender                | 1960                          | Vee-Jay #349   |                                    |
| I’m Mad Again              | I’m Going Upstairs          | 4. Jan. 1961                  | Vee-Jay #379   | –                                  |
| Boom Boom                  | Drugstore Woman             | Dez. 1961                     | Vee-Jay #438   | –                                  |
| Take a Look at Yourself    | Frisco Blues                | 28. Jan. 1962                 | Vee-Jay #493   | –                                  |

## Chartplatzierungen

### Studioalben
| Jahr | Titel                              | Höchstplatzierung, Gesamtwochen, AuszeichnungChartplatzierungen (Jahr, Titel, Platzierungen, Wochen, Auszeichnungen, Anmerkungen) | Höchstplatzierung, Gesamtwochen, AuszeichnungChartplatzierungen (Jahr, Titel, Platzierungen, Wochen, Auszeichnungen, Anmerkungen) | Höchstplatzierung, Gesamtwochen, AuszeichnungChartplatzierungen (Jahr, Titel, Platzierungen, Wochen, Auszeichnungen, Anmerkungen) | Höchstplatzierung, Gesamtwochen, AuszeichnungChartplatzierungen (Jahr, Titel, Platzierungen, Wochen, Auszeichnungen, Anmerkungen) | Höchstplatzierung, Gesamtwochen, AuszeichnungChartplatzierungen (Jahr, Titel, Platzierungen, Wochen, Auszeichnungen, Anmerkungen) | Anmerkungen                             |
| Jahr | Titel                              | DE | AT | CH | UK | US | Anmerkungen                             |
| ---- | ---------------------------------- | --- | --- | --- | --- | --- | --------------------------------------- |
| 1959 | I’m John Lee Hooker                | — | — | CH83 (1 Wo.)CH | — | — | Charteinstieg: 2020                     |
| 1967 | House of the Blues                 | — | — | — | UK34 (2 Wo.)UK | — |                                         |
| 1971 | Hooker ’N Heat                     | — | — | — | — | US73 (16 Wo.)US | mit Canned Heat                         |
| 1971 | Endless Boogie                     | — | — | — | — | US126 (13 Wo.)US |                                         |
| 1972 | Never Get Out of These Blues Alive | — | — | — | — | US130 (6 Wo.)US |                                         |
| 1989 | The Healer                         | DE17 (38 Wo.)DE | — | CH15 Gold · (20 Wo.)CH | UK63 Gold · (8 Wo.)UK | US62 (38 Wo.)US | Erstveröffentlichung: 1. September 1989 |
| 1991 | Mr. Lucky                          | DE13 (24 Wo.)DE | AT25 (8 Wo.)AT | CH10 (16 Wo.)CH | UK3 Gold · (10 Wo.)UK | US101 (11 Wo.)US |                                         |
| 1992 | Boom Boom                          | DE35 (10 Wo.)DE | — | CH20 (6 Wo.)CH | UK15 Gold · (4 Wo.)UK | — |                                         |
| 1995 | Chill Out                          | DE27 (12 Wo.)DE | AT26 (8 Wo.)AT | CH13 (15 Wo.)CH | UK23 (5 Wo.)UK | US136 (8 Wo.)US | Erstveröffentlichung: 17. Februar 1995  |
| 1997 | Don’t Look Back                    | DE31 (8 Wo.)DE | AT48 (1 Wo.)AT | CH39 (6 Wo.)CH | UK63 (2 Wo.)UK | US163 (3 Wo.)US |                                         |
| 1998 | The Best of Friends                | — | — | CH44 (1 Wo.)CH | — | — |                                         |

grau schraffiert: keine Chartdaten aus diesem Jahr verfügbar

### Singles
| Jahr | Titel Album                               | Höchstplatzierung, Gesamtwochen, AuszeichnungChartplatzierungen (Jahr, Titel, Album, Platzierungen, Wochen, Auszeichnungen, Anmerkungen) | Höchstplatzierung, Gesamtwochen, AuszeichnungChartplatzierungen (Jahr, Titel, Album, Platzierungen, Wochen, Auszeichnungen, Anmerkungen) | Anmerkungen                                           |
| Jahr | Titel Album                               | UK | US | Anmerkungen                                           |
| ---- | ----------------------------------------- | --- | --- | ----------------------------------------------------- |
| 1956 | Baby Lee –                                | UK65 (1 Wo.)UK | — | Erstveröffentlichung: August 1956 Charteinstieg: 1996 |
| 1964 | Dimples –                                 | UK23 (10 Wo.)UK | — |                                                       |
| 1992 | Boom Boom (Version 1992) Boom Boom        | UK16 (5 Wo.)UK | US60 (10 Wo.)US |                                                       |
| 1993 | Boogie at Russian Hall –                  | UK53 (2 Wo.)UK | — |                                                       |
| 1993 | Gloria Too Long in Exile                  | UK31 (3 Wo.)UK | — | Erstveröffentlichung: Mai 1993 mit Van Morrison       |
| 1995 | Chill Out (Things Gonna Change) Chill Out | UK45 (2 Wo.)UK | — |                                                       |

## Auszeichnungen für Musikverkäufe
| Silberne Schallplatte - Vereinigtes Königreich - 2013: für das Album The Best Of Goldene Schallplatte - Australien - 1990: für das Album The Healer - 1992: für das Album Mr. Lucky - Frankreich - 1992: für das Album Boogie Man - 1993: für das Album Boom Boom - 1997: für das Album Chill Out - Kanada - 1990: für das Album The Healer - 1991: für das Album Mr. Lucky - Neuseeland - 1992: für das Album Mr. Lucky - 1999: für das Album Best of Friends - Niederlande - 1990: für das Album The Healer | Platin-Schallplatte - Neuseeland - 1990: für das Album The Healer - Norwegen - 1999: für das Album Best of Friends |

| Land/RegionAuszeichnungen für Musikverkäufe (Land/Region, Auszeichnungen, Verkäufe, Quellen) | Silber  | Gold       | Platin     | Verkäufe | Quellen                                                    |
| -------------------------------------------------------------------------------------------- | ------- | ---------- | ---------- | -------- | ---------------------------------------------------------- |
| Australien (ARIA)                                                                            | —       | 2× Gold2   | —          | 70.000   | aria.com.au                                                |
| Frankreich (SNEP)                                                                            | —       | 3× Gold3   | —          | 300.000  | infodisc.fr snepmusique.com                                |
| Kanada (MC)                                                                                  | —       | 2× Gold2   | —          | 100.000  | musiccanada.com                                            |
| Neuseeland (RMNZ)                                                                            | —       | 2× Gold2   | Platin1    | 35.000   | aotearoamusiccharts.co.nz                                  |
| Niederlande (NVPI)                                                                           | —       | Gold1      | —          | 50.000   | nvpi.nl                                                    |
| Norwegen (IFPI)                                                                              | —       | —          | Platin1    | 50.000   | ifpi.no (Memento vom 5. November 2012 im Internet Archive) |
| Schweiz (IFPI)                                                                               | —       | Gold1      | —          | 25.000   | hitparade.ch                                               |
| Vereinigtes Königreich (BPI)                                                                 | Silber1 | 3× Gold3   | —          | 360.000  | bpi.co.uk                                                  |
| Insgesamt                                                                                    | Silber1 | 14× Gold14 | 2× Platin2 |          |                                                            |

## Trivia
Hooker hat einen Eintrag im Guinness-Buch der Rekorde als ältester Musiker, der je die Top Five erreichte und einen Eintrag für die höchste Chartplatzierung eines Bluesalbums in Großbritannien.
Der Staat Tansania brachte 1995 eine Sondermarke mit dem Bild Hookers heraus.
Bob Dylan erwähnt John Lee Hooker in seinem fast 17 Minuten langen Song Murder Most Foul von 2020.
Hookers Song Boom, Boom von 1962 wurde laut der Website SecondHandSongs 67 mal gecovert, u. a. von Mae West.
Der Lyriker Paulus Böhmer widmete seinen elften Kaddish u. a. John Lee Hooker.